# ماريا غارسيا (متزلجة على مسار قصير)
ماريا غارسيا (بالإنجليزية: Maria Garcia)‏ هي متزلجة على مسار قصير أمريكية، ولدت في 20 سبتمبر 1985 في توررانسي في الولايات المتحدة.

## وصلات خارجية
- ماريا غارسيا على موقع أوليمبيديا (الإنجليزية)